# Il Signore degli Anelli: La conquista
Il Signore degli Anelli: La conquista (The Lord of the Rings: Conquest) è un videogioco d'azione basato sugli avvenimenti principali della trilogia cinematografica de Il Signore degli Anelli di Peter Jackson, ispirato al famoso romanzo di Tolkien. L'intero sviluppo di questo capitolo è stato affidato alla Pandemic Studios, già autrice della serie Star Wars: Battlefront, della quale condivide alcune caratteristiche per quanto riguarda la modalità di gioco.

## Trama
Il videogioco offre la possibilità di rivivere le più importanti battaglie della Guerra dell'Anello, vestendo i panni dei più grandi eroi della Terra di Mezzo. In queste battaglie, il giocatore potrà scegliere lo schieramento con cui giocare, quindi eseguire gli obiettivi, o semplicemente uccidere i nemici. Ogni personaggio, alleato o nemico che sia, agirà in modo del tutto autonomo.
Completata la campagna principale a livello Eroico (Normale), la quale vede le forze del bene affrontare le battaglie dei film (dal Fosso di Helm all'assalto al Nero Cancello), si sbloccherà una campagna aggiuntiva che segue una timeline alternativa nella quale Frodo anziché gettare l'Anello fra le fiamme del Monte Fato lo ha indossato, concedendo all'armata di Sauron di riconquistare lentamente la Terra di Mezzo, dal Monte Fato alla Contea.

## Modalità di gioco

### Azione istantanea
Nella modalità azione istantanea, si potrà giocare in una mappa a caso impersonando la fazione preferita e giocare in quattro modalità (Conquista, Deatmach a squadre, Deatmach a squadre Eroi, e Prendi l'anello).

### Conquista
In questa modalità, il giocatore e la sua squadra devono conquistare tutti i punti della mappa, presidiando una determinata area ed evitando allo stesso tempo che il nemico faccia altrettanto. La vittoria viene assegnata in seguito al maggior numero di territori conquistati, più il numero di uccisioni causate dal giocatore (e non dalle unita controllate dalla CPU).
Ogni zona di controllo offre al giocatore di cambiare la propria classe (Guerriero; Arciere; Esploratore; Stregone) ogni qual volta vuole, di usufuire di cavalcature come Cavalli e Warg, e di prendere il controllo di Grandi creature come Ent e Troll. La squadra che arriverà prima alla metà dei punti totali, potrà impersonare un eroe.

### Deathmatch a squadre
In questa modalità si devono uccidere, assieme agli alleati, i nemici della fazione opposta.
La squadra che arriverà prima alla metà delle uccisioni totali prefissate, potrà impersonare un eroe.

### Deathmatch a squadre Eroi
A differenza della modalità Deatmatch a squadre, al posto delle normali classi ci sono gli eroi. Nelle mappe in cui gli eroi combattono, non sono mai disponibili cavalcature o altre creature.

### Deathmatch Eroi
Rispetto alle precedenti due, i combattimenti avvengono in squadre di uno o massimo due membri. I giocatori possono scegliere sia eroi buoni che malvagi, indipendentemente dalla squadra e dalla scelta dell'avversario.(Questa modalita aggiuntiva fa parte dei contenuti scaricabili gratuiti). La modalità è disponibile solo per il multigiocatore.

### Prendi l'Anello
Il giocatore, o un suo alleato, deve prendere l'anello e portarlo nella base nemica prima che gli avversari facciano altrettanto.
La vittoria viene assegnata in seguito al maggior numero conquiste, più il numero di uccisioni causate dal giocatore (e non dalle unita controllate dalla CPU).
La squadra che arriverà prima alla metà dei punti totali, potrà impersonare un eroe.
Queste modalità sono le stesse anche per la modalità online.

## Classi
In questo gioco sono presenti tutti i personaggi e tutte le creature viste nella trilogia cinematografica. Inoltre, ogni personaggio è suddiviso in quattro classi:

### Guerriero
La classe adatta agli spadaccini. È la classe più utile nei combattimenti ravvicinati, ma possiede anche un attacco a distanza, che consiste nel lanciare un'ascia, utile per infliggere gravi danni e atterrare i nemici per poi raggiungerli e finirli. Ha come abilità speciale il poter infuocare la propria spada ed eseguire tre attacchi speciali. In più l'attacco del massacratore, in grado di uccidere in un colpo solo, tutti i soldati semplici circostanti.

### Arciere
Questa classe è veloce e versatile e ha a disposizione tre attacchi speciali: può avvelenare, infiammare o triplicare le proprie frecce (può lanciarle a ripetizione o con più precisione, mirando). Nel caso che venga ingaggiato in un combattimento ravvicinato, può difendersi con un calcio, in grado di atterrare i nemici e uccidere i soldati semplici.

### Esploratore
La classe per i giocatori stealth. Non è un gran combattente, ma quando utilizza la sua abilità bonus di potersi mimetizzare e colpire alle spalle i nemici, riesce ad uccidere con un colpo solo persino gli eroi. Utile per superare in fretta le linee nemiche, può rivelarsi efficace nell'eliminare bersagli resistenti o difficili da raggiungere per le altre classi (come stregoni potretti da barriere). Può anche atterrare i nemici lanciando in mezzo a loro cariche esplosive, e nel combattimento ravvicinato dispone di mosse speciali, come il massacratore, simile a quello del Guerriero.

### Stregone
È la classe magica per eccellenza. Ha a disposizione tre tipi diversi di attacchi più uno bonus: può guarire gli alleati e sé stesso, creare un muro di fiamme in un preciso punto oppure può creare un'onda d'urto attorno a sé. Il potere bonus, consiste nello scudo difensivo, o meglio nel creare una specie di "Bolla", che protegge se stesso e gli alleati, entro il raggio d'azione della bolla, da frecce ed incantesimi.
L'attacco standard consiste nel lanciare fulmini, e può anche combattere con brevi combo.

## Capitani ed eroi
Oltre alle normali classi, in alcune missioni capiterà di poter vedere in uno dei due schieramenti, una particolare unità: i capitani. Rinforzano le unità circostanti e sono più forti dei soldati normali.
Un'altra unità ancora più potente sono gli eroi. A seconda dello schieramento scelto, ad un certo punto della missione viene offerta la possibilità di impersonare un eroe; possono anche essere utilizzati nelle apposite modalità Deathmatch, dove squadre di eroi si fronteggiano. Appartengono tutti ad una determinata classe, ma gli attacchi speciali sono molto più potenti, così come altri attributi. Gli eroi sono:

### Buoni
- Isildur (Guerriero)
- Aragorn (Guerriero)
- Gimli (Guerriero)
- Gandalf (Mago)
- Faramir (Guerriero)
- Legolas (Arciere)
- Éowyn (Esploratore)
- Frodo Baggins (Esploratore)
- Elrond (Guerriero)
- Barbalbero (Ent)  non giocabile
- Re Théoden (Guerriero) non giocabile
- Boromir (Guerriero); scaricabile per 800 Microsoft point su Xbox 360 o pagando 10$ (8€) con carta di credito o tessera PlayStation Network, su PlayStation 3.
- Arwen (Guerriera); scaricabile per 800 Microsoft point su Xbox 360 o pagando 10$ (8€) con carta di credito o tessera PlayStation Network, su PlayStation 3.

### Malvagi
- Sauron (Guerriero)
- Nazgûl (Guerriero)
- Re Stregone di Angmar (Guerriero)
- Saruman (Mago)
- Balrog (Guerriero)
- Grima Vermilinguo (Esploratore)
- Bocca di Sauron (Mago)
- Lurtz (Arciere)
- Gothmog (Guerriero); scaricabile per 800 Microsoft point su Xbox 360 o 10 dollari su PlayStation 3.

## Strumenti d'assedio e creature
In alcuni particolari scenari, si avrà la possibilità di diventare un Ent, se si è buoni o un Troll se si è cattivi. Queste creature sono posizionate nel campo di battaglia e rimangono inattive finché un giocatore non le controlla. Inoltre si potrà impersonare un olifante, che anch'esso può essere sabotato tramite un Quick Time Event, cavalcare un cavallo o un warg, utili in battaglia e negli spostamenti e usare una catapulta o una balista.
In alcuni scenari bisogna utilizzare un ariete.

## Doppiaggio
Questo capitolo, come molti altri precedenti della serie, propone nuovi voci mai sentite nella trilogia di Peter Jackson, fatta eccezione per Elrond nonché voce narrante.
| Personaggio          | Doppiatore           |
| -------------------- | -------------------- |
| Elrond/voce narrante | Luca Biagini         |
| Re Théoden           | Raffaele Fallica     |
| Aragorn              | Gianluca Iacono      |
| Legolas              | Renato Novara        |
| Gandalf              | Antonio Paiola       |
| Gimli                | Claudio Colombo      |
| Balbalbero           | Raffaele Fallica     |
| Faramir              | Massimo Di Benedetto |
| Éowyn                | Silvana Fantini      |
| Frodo Baggins        | Davide Garbolino     |
| Ufficiale di Gondor  | Claudio Moneta       |
| Ufficiale Silvano    | Claudio Ridolfo      |
| Voce soldato 1       | Davide Garbolino     |
| Voce soldato 2       | Claudio Moneta       |
| Voce soldato 3       | Claudio Ridolfo      |
| Sauron               | Claudio Moneta       |
| Bocca di Sauron      | Marco Balzarotti     |
| Saruman              | Gianni Gaude         |
| Gríma Vermilinguo    | Luca Sandri          |
| Ufficiale Orco 2     | Luca Sandri          |

## Scenari
Il Signore degli Anelli: La conquista offre un ampio numero di scenari giocabili sia nella modalità storia, che nella modalità Azione istantanea:
- La Contea
- Colle Vento
- Gran Burrone
- Miniere di Moria
- Amon Hen; scaricabile per 800 Microsoft point su Xbox 360 o pagando 10$ (8€) con carta di credito o tessera PlayStatio Network, su PlayStation 3.
- Fosso di Helm
- Isengard
- Osgiliath
- Minas Tirith
- Campi del Pelennor
- Minas Morgul
- Il Nero Cancello
- Ultima Alleanza; scaricabile per 800 Microsoft point su Xbox 360 o pagando 10$ (8€) con carta di credito o tessera PlayStation Network, su PlayStation 3.
- Monte Fato

## Contenuti scaricabili
L'Electronic Arts ha distribuito due pack di contenuti scaricabili a partire da gennaio 2009. La prima pack gratuita, pubblicata il 29 gennaio, include due arene extra per il Deathmatch eroi: Miniere Moria e Osgiliath. La seconda pack invece, a pagamento, include due arene extra per il Deathmatch eroi; Colle Vento, Minas Tirith, due mappe inedite; L'ultima alleanza, Amon Hen e tre nuovi personaggi; Boromir, Gothmog e Arwen.

## Accoglienza
La rivista Play Generation diede alla versione per PlayStation 3 un punteggio di 77/100, apprezzando le battaglie in multiplayer e la possibilità di schierarsi dalla parte degli eserciti di Sauron e come contro la modalità giocatore singolo che si faceva presto ripetitiva e la grafica non all'altezza della console, finendo per consigliarlo maggiormente agli appassionati dell'opera di Tolkien, i quali avrebbero sorvolato i difetti riuscendo a divertirsi con epiche battaglie di massa che il gioco sapeva offrire. La stessa testata lo classificò come uno dei quattro migliori titoli basati su Il Signore degli Anelli.